# Anna Paulowna (stacja kolejowa)
Anna Paulowna – stacja kolejowa w Anna Paulowna, w prowincji Holandia Północna, w Holandii. Stacja została otwarta w 20 grudnia 1865.
| Anna Paulowna                  |  |                         |
| Linia                          |  |                         |
| Den Helder Zuidodległość: 9 km |  | Schagen odległość: 9 km |